# Patologia
La patologia è lo studio della causa delle malattie; può indicare anche lo studio della malattia in generale, includendo una vasta gamma di campi di ricerca sulle bioscienze sia nell'uomo sia negli animali o nelle piante.

## Presupposti
La patologia è la scienza che studia le modificazioni strutturali, biochimiche e funzionali, che determinano la malattia e che si verificano a livello cellulare, nei tessuti e negli organi.
Il presupposto epistemologico al concetto di malattia è che nelle alterazioni dello stato di benessere sia dell'uomo sia degli animali o delle piante, cioè degli esseri viventi, esistano delle situazioni ricorrenti, suscettibili di venire astratte dall'individuo in cui si manifestano, e di venire studiate come entità fornite di attributi propri: le malattie. Delle malattie è possibile indagare sia le singole alterazioni granulari rispetto alla norma, sia le combinazioni di tali alterazioni in quadri nosologici (le malattie vere e proprie).
Lo studio con la classificazione di una malattia implica la comprensione delle sue basi fisiopatologiche ed eziopatogenetiche e la sua epidemiologia.

## Tipologia
In ambito medico, la patologia, avvalendosi di tecniche molecolari, microbiologiche, immunologiche e morfologiche, cerca di spiegare le cause dei segni e dei sintomi manifestati dal paziente, prefiggendosi di fornire una base razionale per la pratica clinica e terapeutica. Essa getta dunque un ponte tra le scienze di base e la medicina clinica, fungendo da fondamento scientifico per qualsiasi branca della medicina.
Come disciplina medica, la patologia è bipartita in due grandi branche: 
- La patologia generale studia le reazioni che si verificano a livello cellulare o tissutale in risposta a uno stimolo anomalo o a difetti ereditari, cause principali di malattia, nonché i processi patologici fondamentali dell'organismo, come la febbre, l'infiammazione, lo stato di infezione, le neoplasie, ecc.

- La patologia speciale (già scolasticamente suddivisa in patologia speciale medica e patologia speciale chirurgica, a seconda del tipo di trattamento necessario) è lo studio sistematico delle singole malattie riguardanti apparati o sistemi specifici dell'organismo. Data una malattia, intesa quale entità a sé stante, la patologia speciale ne descrive cause e patogenesi, nonché i segni oggettivi e i sintomi soggettivi che in tale malattia ricorrono, con approccio deduttivo. Nei successivi studi di clinica medica e clinica chirurgica, lo studente imparerà a risalire dai sintomi alla malattia, con approccio induttivo, secondo il classico adagio per cui la patologia insegna a conoscere, mentre la clinica insegna a riconoscere.